# Eremocosta
Eremocosta es un género de arácnido  del orden Solifugae de la familia Eremobatidae.

## Especies
Las especies de este género son:
- Eremocosta acuitlapanensis (Vázquez & Gaviño-Rojas, 2000)
- Eremocosta bajaensis (Muma, 1986)
- Eremocosta calexicensis (Muma, 1951)
- Eremocosta formidabilis (Simon, 1879)
- Eremocosta fusca (Muma, 1986)
- Eremocosta gigas Roewer, 1934
- Eremocosta gigasellus (Muma, 1970)
- Eremocosta montezuma (Roewer, 1934)
- Eremocosta nigrimana (Pocock, 1895)
- Eremocosta robusta (Roewer, 1934)
- Eremocosta spinipalpis (Kraepelin, 1899)
- Eremocosta striata (Putnam, 1883)
- Eremocosta titania Roewer, 1934